# قرار مجلس الأمن التابع للأمم المتحدة رقم 443
قرار مجلس الأمن التابع للأمم المتحدة رقم 443، الذي اعتمد في 14 ديسمبر 1978، وأشار إلى التقرير الصادر عن الأمين العام أنه نظراً للظروف الحالية، وجود قوة الأمم المتحدة لحفظ السلام في قبرص سيظل ضرورياً للتوصل إلى تسوية سلمية. وأعرب المجلس عن قلقه بشأن الإجراءات التي يمكن أن تصعد التوترات، وطلب من الأمين العام تقديم تقرير مرة أخرى قبل 31 مايو 1979 لمتابعة تنفيذ القرار.
أعاد المجلس تأكيد قراراته السابقة، بما في ذلك القرار 365 (1974)، الذي أعرب عن قلقه بشأن الوضع، وحث الأطراف المعنية على العمل معًا من أجل السلام ومدد ولاية القوة مرة أخرى في قبرص، المنصوص عليه في القرار 186 (1964)، حتى 15 يونيو 1979.
اعتمد القرار بأغلبية 14 صوتاً. مع امتناع جمهورية الصين الشعبية عن التصويت.